# 영산동
영산동(榮山洞)은 대한민국 전라남도 나주시의 동이다.

## 개요
영산동(용산동)은 나주배로 유명한 나주시 남부지역의 경제, 교통의 중심지로 과거 찬란했던 영산포의 영광을 그대로 간직하고 나주 혁신도시 착공과 함께 희망찬 제2의 도약을 꿈꾸는 지역이다. 과거 일제 강점기 수탈의 아픔을 간직한 본 정통거리는 이제 등록문화재 지정을 준비하는 등의 역사 교육의 현장으로 새롭게 탈바꿈하고 있으며, 영산포의 대표 먹거리인 홍어는 전국 최대 규모인 홍어의 거리에서 그 알싸한 맛을 즐기실 수 있다. 특히 매년 4월이면 지역주민이 주체가 되어 열어가는 《영산포 홍어 축제》는 나주를 찾는 관광객을 비롯한 모든 시민들이 남도의 인심을 피부로 느끼실 수 있는 남도 대표 축제로서 자리매김해 가고 있다.

## 행정 구역
5개의 법정동이 있다.
- 용산동
- 영산동
- 관정동
- 평산동
- 부덕동

## 교육
- 전남미용고등학교
- 전남외국어고등학교

## 주거
| 단지명              | 시행사   | 건설사       | 주소                 | 입주       | 비고 |
| ------------------- | -------- | ------------ | -------------------- | ---------- | ---- |
| 나주 용산주공 2단지 | 남화토건 | 대한주택공사 | 영나로 2421 (영산동) | 1999년 3월 |      |